# Karen Reichardt
Karen Reichardt es una vedette, actriz, conductora televisa y política argentina. Nacida como Karina Celia Vázquez el 21 de mayo de 1969 en Buenos Aires. Está divorciada del empresario Gustavo Balabanian, con quien tuvo dos hijos.
Saltó a la fama en el programa del fallecido conductor Raúl Portal, quien la invitó a participar en NotiDormi. Luego participó en programas de verano, fue la tapa de Playboy y ya en Peor es nada, conducido por Jorge Guinzburg, compartió pantalla con Marixa Balli y María Fernanda Callejón. También formó parte de Brigada Cola junto a Guillermo Francella y Emilio Disi, y participó en comedias teatrales. En el medio se casó y tuvo dos hijos; renovó su imagen con Fanáticas y en 2015 atacó desde la pantalla del 9 con un programa de mascotas que resurgió, sin más cuestionamientos, con la llegada de Milei, en la TV Pública bajo el nombre de Amores Perros.
Actuó en las películas Tachero Nocturno (1993) y Despertar de Pasiones (1994).
Hija de un dirigente político de extracción peronista, Eliseo Vázquez, y de Celia Reichardt, en 2025 secunda al dirigente José Luis Espert en la lista de diputados nacionales por la Provincia de Buenos Aires por La Libertad Avanza, de Javier Milei. Su hermano es Pablo Eliseo Vázquez, dirigente del Partido Demócrata Cristiano.